# Клеймёнов, Анатолий Николаевич
Клеймёнов Анатолий Николаевич (5 апреля 1934, Москва — 20 января 2017, там же) — советский и российский военачальник, генерал-полковник (15 февраля 1989).

## Биография
Окончил 10 классов средней школы. С 1951 года — в Советской Армии. Окончил Белгородское артиллерийское училище, Военную академию имени М. В. Фрунзе, Военную академию Генерального штаба. Служил командиром взвода безоткатных орудий 73-го мотострелкового полка 2-й гвардейской мотострелковой дивизии Московского военного округа, командиром артиллерийской батареи этого же полка, старшим адъютантом первого заместителя Главнокомандующего Ракетными войсками стратегического назначения, старшим офицером оперативного направления центрального командного пункта Главнокомандующего Ракетными войсками стратегического назначения.
С 1969 года — заместитель, затем — командир 48-го мотострелкового полка 123-й мотострелковой дивизии Дальневосточного военного округа. С 1973 года — заместитель командира 265-й мотострелковой дивизии этого же округа, с 1976 года — командир 128-й мотострелковой дивизии Прикарпатского военного округа (город Мукачево).
С марта 1979 года — начальник штаба — первый заместитель командующего 38-й общевойсковой армией Прикарпатского военного округа, с 1981 года — командующий 13-й общевойсковой армией Прикарпатского ВО. Генерал-лейтенант (3.11.1983). С февраля 1984 — начальник штаба — первый заместитель командующего Закавказским военным округом. С марта 1987 по 1989-й — начальник штаба — первый заместитель Главнокомандующего войсками Дальнего Востока.
С 1989 года — заместитель начальника Генерального штаба Вооружённых Сил СССР. С 5 сентября 1991 года являлся заместителем председателя комиссии по анализу действий руководства Вооружённых Сил во время Августовского путча (председатель — генерал армии К. И. Кобец). По результатам работы этой комиссии была уволена из армии значительная часть высшего руководства Вооружённых Сил.
В 1992—1995 годах — член правительственной делегации на переговорах с Литовской республикой. В июне 1992 года в составе государственной комиссии вылетал в Приднестровье для оценки сложившейся ситуации в зоне Приднестровского конфликта и доклада о ней Президенту России.
В запасе с 1994 года. После увольнения в запас работал старшим специалистом в Главной военной инспекции Министерства обороны Российской Федерации. Жил в Москве. 
Скончался 20 января 2017 года. Похоронен на Федеральном военном мемориальном кладбище.

## Награды
- орден Октябрьской Революции
- орден Красной Звезды
- орден «За службу Родине в Вооружённых Силах СССР» III степени
- медали.